# 汪姓
汪姓，中文姓氏之一，在《百家姓》中排名第104。汪姓族人自得姓以來，經過2000多年的發展，如今已繁衍到了中國各地，而且是人口眾多。中國科學院遺傳研究所研究人員杜若甫、袁義達據中國國家統計局提供的1982年全國人口0.5Z，隨機抽樣資料，以及1970年在中華民國台灣出版的《台灣地區人口之姓氏分佈》一書進行統計顯示，汪姓人口約佔全國漢族人口0.38％，據此推算全國當有近500萬人姓汪，按人口多少排列為第57大姓。尤以安徽多汪姓，約佔全國漢族汪姓人口的44％；其次為湖北、四川、江蘇、湖南、浙江等省。上述6省汪姓約佔全國漢族汪姓人口的72％。對於洋人而言，“汪”与“王”的发音相近。

## 起源
- 魯成公次子「公子汪」後裔[來源請求]，以汪為姓。
- 秦憲公攻亳戎，克「小汪」（今陝西澄城），以宗室領兵鎮守，後人以汪為姓。
- 夏朝防風氏的後裔定居於「汪芒」（今浙江德清）。後為楚所滅，改為汪氏。
- 金朝時汪古部

## 外部連結
[在维基数据编辑]
 《百家姓》
 《欽定古今圖書集成·明倫彙編·氏族典·汪姓部》，出自陈梦雷《古今圖書集成》